# Victor A. Knox

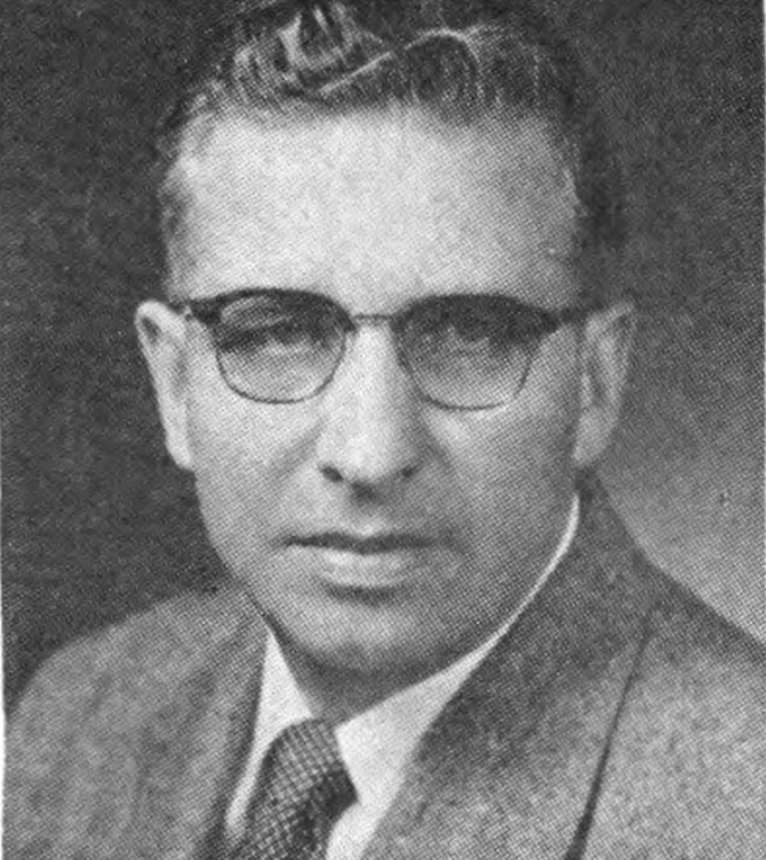
Victor A. Knox

Victor Alfred Knox (* 13. Januar 1899 im Chippewa County, Michigan; † 13. Dezember 1976 in Petoskey, Michigan) war ein US-amerikanischer Politiker. Zwischen 1953 und 1965 vertrat er den Bundesstaat Michigan im US-Repräsentantenhaus.

## Werdegang
Victor Knox besuchte die öffentlichen Schulen seiner Heimat und arbeitete danach bis 1943 in der Landwirtschaft. Gleichzeitig begann er als Mitglied der Republikanischen Partei eine politische Laufbahn. In den Jahren 1923 und 1924 fungierte er als Kämmerer im Soo Township. Danach war er von 1925 bis 1931 Landrat in seinem Heimatbezirk. Zwischen 1937 und 1952 saß Knox als Abgeordneter im Repräsentantenhaus von Michigan. Dort war er zeitweise Präsident des Hauses und republikanischer Fraktionsführer. Von 1943 bis 1946 leitete er das Farm Bureau im Chippewa County. In dieser Zeit wurde er Einzelhändler für Klempnereiartikel und Heizungsanlagen.
Knox war Mitglied der staatlichen Planungskommission und der Verbrechenskommission. Bei den Kongresswahlen des Jahres 1952 wurde er im elften Wahlbezirk von Michigan in das US-Repräsentantenhaus in Washington, D.C. gewählt, wo er am 3. Januar 1953 die Nachfolge von Charles E. Potter antrat. Nach fünf Wiederwahlen konnte er bis zum 3. Januar 1965 sechs Legislaturperioden im Kongress absolvieren. In diese Zeit fielen unter anderem die Bürgerrechtsbewegung und der Beginn des Vietnamkrieges. Damals wurden auch der 23. und der 24. Verfassungszusatz verabschiedet.
Bei den Wahlen des Jahres 1964 unterlag Victor Knox dem Demokraten Raymond F. Clevenger. Danach zog er sich aus der Politik zurück. Er starb am 13. Dezember 1976 in Petoskey.